# 제2의 탄생
제2의 탄생(第二-誕生, the second birth)은 청소년기에 이루어지는 정신적인 성장을 표현한 말이다. 신체적인 출생을 가리키는 제1의 탄생과 대비되는 말로서 루소가 한 말이다. 일반적으로 12, 13세부터 18세까지의 청소년기를 제2의 탄생기로 간주한다. 이 시기에는 감정에 따라 이성이 확립되며, 우정과 동정 같은 인간적 감정이 생기고, 성(性)의식이 깊어진다.